# Linfoma non Hodgkin
I linfomi non Hodgkin (LNH) sono neoplasie maligne del tessuto linfatico, con localizzazione primitiva nei linfonodi e che più raramente possono comparire in sede extra-nodale (cute, ghiandole esocrine, gonadi, apparato gastro-enterico, sistema nervoso centrale).

## Tipologie
Esistono più di venti tipi di linfomi non-Hodgkin. Tra questi, il linfoma follicolare, il linfoma diffuso a grandi cellule B, e il linfoma primitivo della cute.
La classificazione dei linfomi è molto complicata sul piano clinico, una distinzione si può fare solo sul piano istologico, che resta anche l'unica diagnosi di certezza. Data la somiglianza nell'evoluzione della patologia con le leucemie, che rappresentano il corrispettivo ematologico dei linfomi in ambito oncologico, spesso in fase avanzata diventa difficile (se non impossibile) distinguere sottotipi di linfomi da analoghi sottotipi leucemici.
I linfomi sono spesso dovuti a linfociti di tipo B e T che proliferano in maniera incontrollata in linfonodi e poi in organi linfatici, e alcune varianti, come quelli a piccole cellule o linfoblastici possono diffondersi e assumere carattere sistemico. L'unica generica classificazione che si può fare è pensare a ogni stadio di maturazione e differenziazione del linfocita come al corrispettivo tipo istologico di linfoma. La maggior parte dei linfomi è dato da linfociti B, ma molti linfomi a cellule T sono legati ad anomalie cromosomiche, quindi su base genetica, e sono rilevabili soprattutto in specifiche etnie (oriente) e spesso associate, in paesi in via di sviluppo, a coinfezioni (per esempio con virus del tipo HIV, dove alcuni linfomi, come il Linfoma di Burkitt, assumono carattere endemico).
Il linfoma mantellare è un tipo di linfoma caratterizzato da un'iperproduzione di linfociti piccoli e clivati e pertanto va effettuata la diagnosi differenziale con la leucemia linfocitica cronica (che presenta però centri di proliferazione) e il linfoma follicolare (che presenta però anche centroblasti) dato che hanno caratteristiche cellulari simili. La zona della lesione è nella zona mantellare del linfonodo ovvero la prima tappa che i linfociti B raggiungono dopo il midollo osseo. In questo tipo di linfoma un'anomalia cromosomica porta a un'iperespressione di ciclina D1, una proteina con un importante ruolo nel ciclo cellulare. La prognosi è solitamente infausta nel giro di 3 anni e pertanto la terapia solamente palliativa per allungare questo periodo.
Il linfoma follicolare è caratterizzato da molte cellule di piccole dimensioni (centrociti) e da poche cellule di grandi dimensioni (centroblasti). È presente un'anomalia cromosomica che porta a un'iperespressione del BCL2 il quale agisce come antiapoptotico. Questo linfoma è il linfoma non Hodgkin generalizzato e non dolente più frequente. Il decorso resta indolente.
Il linfoma a grandi cellule B (DLBCL) è un linfoma localizzato e dolente, il più frequente di questo tipo. È caratterizzato da un'anomalia cromosomica che porta a un'iperespressione del BCL6, essenziale per stimolare la proliferazione e al contempo inibire la differenziazione. Può coinvolgere sedi linfonodali come l'anello di Waldeyer o extranodali come l'apparato cutaneo, gastrointestinale, nervoso centrale e osseo seppur raro e tardivo. È un tipo di linfoma molto aggressivo che può evolvere dal linfoma follicolare o dalla leucemia linfatica cronica. Tuttavia la chemioterapia è risolutiva nel 60% dei casi.
Il linfoma di Burkitt è un linfoma che colpisce prevalentemente i bambini. È caratterizzato da un'iperespressione di c-myc. Viene classificato in 3 tipi: sporadico, endemico, associato a HIV. Il linfoma di Burkitt endemico è sempre causato da un'infezione di EBV e coinvolge principalmente la mandibola e l'apparato urogenitale. Il linfoma di Burkitt sporadico è nel 20% dei casi associati a un'infezione di EBV e coinvolge l'ileo e il peritoneo. Il linfoma di Burkitt associato a HIV presenta una coinfezione da EBV nel 25% dei casi. Anche in questo caso il linfoma è aggressivo ma la cura risolutiva soprattutto se colpiti bambini e giovani adulti.
I linfomi della zona marginale sono localizzati in una zona linfonodale dove i linfociti transitano dopo aver lasciato il centro follicolare. Questi linfomi possono essere localizzati sia in sedi linfonodale sia splenica sia extranodale. In quest'ultimo caso assumono il nome di MALTomi e sono localizzati in tessuti colpiti da flogosi autoimmune (per esempio la tiroide nella tiroidite di Hashimoto o le ghiandole salivari nella Sindrome di Sjögren) o infettiva; pertanto incominciano come iperplasia reattiva e terminano come iperplasia neoplastica. Possono regredire eliminando la causa flogistica.

## Localizzazione
Potendo comparire teoricamente in ogni linfonodo dell'organismo ed essendo i linfonodi disseminati ovunque, la malattia e la sintomatologia può sorgere ovunque. La diagnosi si effettua su esami di laboratorio, dove oltre l'esame del sangue e l'elettroforesi delle proteine, in cui si rivela un picco di gammaglobuline, per l'aumento degli anticorpi prodotti dal clone linfocitario B iperproliferante (nei linfomi B), resta fondamentale l'esame istologico. La diagnosi può essere raggiunta con certezza, e il tipo istologico identificato, anche se con non poche difficoltà in una buona percentuale dei casi sulla base del semplice esame microscopico, ma nei casi più difficili attraverso la determinazione del profilo immunofenotipico. La prognosi e l'evoluzione della malattia dipende fortemente dalla variante tipica e dal singolo caso clinico, oltre che dallo stadio di evoluzione della malattia.

## Linfoma della milza
Secondo la più recente classificazione dei linfomi (la WHO), il linfoma della milza appartiene ai linfomi non Hodgkin a linfociti B indolenti. Il linfoma della milza origina dalla zona marginale; è una neoplasia la cui incidenza reale è in atto sottostimata. Non ci sono marcatori di malattia distintivi, i criteri diagnostici sono tuttora in via di definizione, e pertanto spesso questa patologia viene mal diagnosticata (spesso classificata come processo linfoproliferativo cronico atipico). È una patologia tipica del paziente anziano (età mediana di incidenza 70 anni) e viene diagnosticata in seguito al riscontro di linfocitosi, anemia, piastrinopenia e splenomegalia.
Il quadro clinico può presentarsi anche in maniera più sfumata (ad esempio, solo linfocitosi) e pertanto la diagnosi richiede l'esame emocromocitometrico, l'esame morfologico dello striscio di sangue periferico, l'analisi citofluorimetrica dei linfociti da sangue periferico, e lo studio del midollo osseo (pattern di infiltrazione intrasinusoidale, che è un hallmark della patologia).
Il decorso clinico è in genere indolente, tuttavia circa un terzo dei pazienti ha un andamento clinico più aggressivo, ed è proprio su questo gruppo di pazienti che si concentrano gli sforzi dei clinici per approntare nuovi protocolli terapeutici.

## Terapia
L'obiettivo della terapia può essere l'eradicazione o il contenimento della malattia. Nei LNH ad alto grado di aggressività, l'obiettivo è sicuramente l'eradicazione della malattia, poiché è possibile guarire in maniera definitiva il 50-60% dei pazienti. Al contrario, nelle forme di linfoma a basso grado di aggressività, l'eradicazione della malattia è un obiettivo più difficile da ottenere (circa il 30-40% dei casi). Il fine ultimo, in questo caso, diventa quindi il contenimento della malattia che, nel corso del tempo, tende a ricadere, pur consentendo una vita di relazione pressoché normale e una lunga sopravvivenza.
Se il paziente è nelle fasi iniziali della neoplasia ed è asintomatico, come può accadere nei linfomi a lenta progressione, si ricorre al cosiddetto "watch and wait", ovvero un periodo di osservazione in cui si monitora nel tempo l'andamento della malattia. Quando questa diventa sintomatica o incomincia a progredire rapidamente, si rende necessario seguire un trattamento. L'approccio terapeutico al linfoma non Hodgkin si articola in:
- Radioterapia, utilizzata nei casi di malattia localizzata o in stadio iniziale, oppure dopo la chemioterapia per consolidare il trattamento.
- Immuno-chemioterapia, l'approccio terapeutico maggiormente impiegato per contrastare la crescita tumorale. Nell'ultimo decennio un importante apporto alle terapie è stato dato dall'impiego degli anticorpi monoclonali anti-CD20. Gli anticorpi anti-CD20 eliminano in maniera selettiva le cellule che esprimono sulla loro superficie la molecola CD20, una proteina trans-membrana presente sulla superficie cellulare sia dei linfociti tumorali, sia di quelli sani. In questo modo, vengono risparmiate le altre cellule sane ad attiva proliferazione, che vengono invece danneggiate quando si usa la chemioterapia. Il vantaggio dato dall'utilizzo dell'anticorpo monoclonale anti-CD20 è stato dimostrato da uno studio del gruppo francese GELA, in cui è emerso che l'aggiunta dell'anticorpo monoclonale incrementa notevolmente la risposta clinica e la sopravvivenza dei pazienti, rispetto alla sola chemioterapia[2]. Uno degli schemi terapeutici più utilizzati per il trattamento di molti tipi di linfoma non Hodgkin (follicolare, mantellare, diffuso a grandi cellule) è l'R-CHOP (rituximab - ciclofosfamide, adriamicina, vincristina e prednisone). Recenti evidenze, tuttavia, hanno dimostrato che, nel linfoma follicolare e mantellare, il trattamento con bendamustina associato a rituximab aumenta la percentuale di risposta del paziente e la sopravvivenza libera da progressione di malattia, con una minore incidenza di effetti collaterali rispetto al regime R-CHOP[3].
- Trapianto autologo o allogenico di cellule staminali: viene utilizzato in pazienti con caratteristiche prognosticamente sfavorevoli, nei pazienti che ricadono in tempi brevi dall'ottenimento della remissione completa e, soprattutto, in quei pazienti che mostrano una scarsa risposta alla sola chemioterapia.